# Опинись у моїй шкірі (фільм)
«Опинись у моїй шкірі» (англ. Under the Skin) — науково-фантастична драма режисера Джонатана Глейзера, що вийшла у 2013 році. Сценарій фільму написаний на основі однойменного роману Мішеля Фейбера. Головну роль у стрічці отримала голлівудська акторка Скарлетт Йоганссон. Вона зіграла жінку, яка полює за чоловіками, хоча її мотиви не розкриваються для глядача аж до самого кінця.
Прем'єра фільму відбулася на фестивалі в Теллуриді, а пізніше — на Венеційському кінофестивалі. Стрічка отримала схвальні відгуки критиків, які, втім, розійшлися у думці щодо тематики фільму. Одні висловили припущення, що «Опинись у моїй шкірі» піднімає гендерні питання, інші були впевнені, що фільм має в основі фантастичну складову.
В український прокат фільм вийшов 31 липня 2014 року, майже через рік після світової прем'єри. Стрічка стала комерційним провалом і не змогла окупити бюджет.

## Опис
Щодня трасою Единбург-Глазго їздить старе авто, а в ньому — брюнетка з величезними зеленими очима. Вона підбирає автостопщиків — здорових і потужних чоловіків. Те, що відбувається далі, шокує і змушує замислитися про справжні наміри дівчини.

## Виробництво
В 2000 році Мішель Фейбер випустив свій дебютний роман «Опинись у моїй шкірі». Книга отримала схвальні відгуки критиків і увійшла до списку номінантів на премію Whitbread Awards. Головна героїня роману — іншопланетянка Іссерлі, яку перетворюють на жінку і відправляють на Землю, аби вона ловила чоловіків та переробляла їх на енергію.
Через декілька років книгою зацікавився британський режисер і кліпмейкер Джонатан Глейзер. Він працював над сценарієм десять років. На початку було вирішено не змінювати фабулу роману. Стрічка мала стати високобюджетним трилером, а на одну з головних ролей розглядався Бред Пітт. Втім, проект рухався повільно, а потім повністю зупинився.
Пізніше режисер переписав сценарій та прибрав більшість персонажів з книги. В результаті фантастична складова сюжету відійшла на задній план, поступившись акценту на почуття головної героїні. На роль в різний час розглядалися акторки Олівія Вайлд, Ева Грін та Еббі Корніш. Після цього Глейзер зустрівся із Скарлетт Йогансон. Вони довго обговорювали сценарій і нарешті акторка погодилася на участь в проекті. З цього приводу Глейзер зазначив: «У нас були напружені переговори. Я розповів їй, що хочу зняти і чому не збираюся це змінювати. Вона погодилася і тримала слово аж до кінця зйомок. Йоганссон виклалася на повну».
Для своєї ролі Йоганнсон навчилася водити мінівен та опанувала британський акцент. Багато сцен фільму знімалися прихованими камерами, а люди на вулиці не знали, що спілкуються із відомою акторкою. Також у стрічці знявся професійний гонщик Джеремі Маквільямс. Роль персонажа з інвалідністю зіграв Адам Пірсон, який у реальному житті хворий на нейрофіброматоз.
Під час зйомок Скарлетт Йоганнсон стала інтернет-мемом. Акторка впала під час однієї зі сцен. Цей момент зняли журналісти. Пізніше Йоганнсон стала героїнею багатьох колажів, а на Tumblr з'явилася сторінка Scarlett Johansson Falling з найкращими мемами.

## Реліз
Прем'єра фільму відбулася на фестивалі в Теллуриді, а пізніше — на Венеційському кінофестивалі. Пізніше стрічка потрапила в прокат по всьому світу. У прокаті фільм зібрав 5 мільйонів доларів та не зміг окупити бюджет, що склав 13 мільйонів. Реліз отримав рейтинг R - дітям до 17 років рекомендовано дивитися стрічку у присутності батьків.

## Саундтрек
Саундтрек для фільму написала англійська музикантка Міка Леві. З цього приводу Джонатан Глейзер відзначив: "Мені не потрібні були статусні саундмейкери. Я шукав якесь нове ім'я. А коли почув перші десять секунд її пісні  «Chopped & Screwed», то натиснув на паузу і сказав: «Беремо!».
Сама Міка Леві до цього не працювала над саундтреками. В роботі музикантка намагалася втримати баланс живих та електронних струнних, а також привнести деякі звукові спотворення. Композиторка виділяє в саундреці п'ять відмінних тем — «музика як парфум героїні», «космос», «іншопланетне життя», «музика під час роботи» і «олюднення».
Більшість критиків відзначили «авангардний і дисонуючий» саундтрек та порівняли його із музикою класичних фільмів «Сяйво» та «2001: Космічна одіссея». Втім, деякі журналісти сприйняли роботу Міки Леві негативно. Independent назвав саундтрек «жахливим» і додав: «Це ніби звуки космічних кораблів з фільму Кубрика».
Саундтрек фільму отримав премію Європейської кіноакадемії в номінації «Найкращий композитор», а також та приз Асоціації кінокритиків Чикаго в номінації «Найкраща музика до кінофільму». До того ж, Міку Леві номінували на премію британського незалежного кіно в категорії «Найраще технічне виконання».

## Відгуки
Фільм «Опинись у моїй шкірі» отримав схвальні відгуки критиків по всьому світу. На агрегаторі Rotten Tomatoes  стрічка отримала 85 балів зі 100 на основі 216 рецензій. У висновку автори сайту зазначили: «Багато людей так і не зможуть вловити ідею цього фільму. Але картинка дійсно захоплює, а Скарлетт Йоганссон грає неперевершено. Цей фільм — вражаючий візуальний досвід».
The Guardian поставили фільму найвищий бал і додали: «Це крижана притча про любов, секс і самотність». Журналісти The Daily Telegraph оцінили гру Йоганссон і додали: «Її тут ніби писали з картини. Вона — класична фатальна героїня з нуарних фільмів. На ній червона помада і шуба, але всередині неї справжній холод». Indiewire порівняв «Опинись в моїй шкірі» з фільмами «Голова-гумка» і «На тім боці червоної райдуги» і додав: «Незважаючи на це, фільм точно залізе к вас під шкіру».
Деякі критики оцінили феміністичий підтекст стрічки. У Wonderzine писали: «Якщо заглибитися, це картина про роль жінки у світі чоловіків. У цієї жінки навіть нема імені, але є функція — бути сексуальною. В якомусь сенсі це фільм про пробудження жіночої самосвідомості, про рішення самостійно розпоряджатися власним тілом».
Втім, деякі видання оцінили стрічку негативно. Independent назвав саундтрек «жахливим» і додав: «Це ніби звуки космічних кораблів з фільму Кубрика». The Hollywood Reporter написав: «Якби режисер намагався краще втримати глядача перед екраном, фільм і реакція на нього могли б бути сильнішими».
Українські критики оцінили фільм в цілому позитивно. Юлія Купріна з видання Capital відзначила: «Якщо подивитися вглиб, можна побачити в тому, що нічого не відбувається, метафору відношення людини до себе. І стане зрозуміло, що „Опинись в моїй шкірі“ — шедевр не тільки з візуальної точки зору». У газеті Вести писали: «Нарешті Скарлетт Йоганссон отримала роль, в якій з нею за замовчанням ніхто не конкурує. І дівчина, яку багато хто сприймає за красиві форми, впоралася з дуже непростим завданням». Сайт Итоги оцінив «незвичайні, неземні, незвичні для глядацього ока кадри» і похвалив Глейзера за «феміністичне послання». Українська правда знайшла у фільмі паралелі з  «відчуженістю та болісною механічністю Кубрика» і додала: «Стрічка така ж німа та відсторонена, які і її героїня. Тож залишається лише налаштуватися на її хвилю та поринути у атмосферу картини». Insider відзначив «документальність» стрічки і те, «як режисер грається з чорним та білим вакуумом, дзеркалами і людським тілом».

## Нагороди та номінації
- 2013 — участь в основній конкурсній програмі 70-го Венеціанського кінофестивалю.
- 2013 — участь в основній конкурсній програмі Лондонського кінофестивалю.
- 2013 — 4 номінації на премію британського незалежного кіно: найкраща режисерська робота (Джонатан Глейзер), найкраща жіноча роль (Скарлетт Йоганссон), найкраща музика (Міка Леві) і найкращий дизайн звуку (Джонні Берн).